# Gryttjestjärnen
Gryttjestjärnen är en sjö i Nordanstigs kommun i Hälsingland och ingår i Ljungan-Gnarpsåns kustområde. Sjön har en area på 0,249 kvadratkilometer och ligger 66,9 meter över havet. Sjön avvattnas av vattendraget Haddängsån.

## Delavrinningsområde
Gryttjestjärnen ingår i det delavrinningsområde (688694-157614) som SMHI kallar för Utloppet av Gryttjestjärnen. Medelhöjden är 133 meter över havet och ytan är 7,27 kvadratkilometer. Räknas de 3 avrinningsområdena uppströms in blir den ackumulerade arean 21,12 kvadratkilometer. Avrinningsområdets utflöde Haddängsån mynnar i havet. Avrinningsområdet består mestadels av skog (81 procent). Avrinningsområdet har 0,25 kvadratkilometer vattenytor vilket ger det en sjöprocent på 3,4 procent.